# Вишера (притока Вичегди)
Ві́шера або Ви́шера (комі Висер) — річка в Республіці Комі у Російській Федерації, права притока Вичегди (басейн Північної Двіни).

## Основні характеристики
Довжина річки — 247 км, басейн — 8 780 км².
Показник пересічної річної витрати води становить 79,1 м³/с (фіксується поблизу села Лунь).
Живлення Вішери — переважно снігове.
Річка береться кригою в листопаді, скресає — наприкінці квітня.
Головні притоки — Пугдим, Нівшера (обидві ліві).

## Географія і використання
Вішера бере початок з боліт поблизу Синдорського озера. У верхів'ї тече переважно на схід, нижче гирла Пугдиму повертає на південь.
У верхів'ї Вішера є слабо заселеною, в районі гирла Нівшери до річки підходить автошлях Сторожевськ-Нівшера, а по берегах розташовано декілька поселень.
Вішера впадає у Вичегду неподалік від селища Сторожевськ Корткероського району Республіки Комі.
Річка є обмежено судноплавною від гирла Нівшери.